# Pycnarmon jaguaralis
Pycnarmon jaguaralis is een vlinder van de familie van de grasmotten (Crambidae). De wetenschappelijke naam van deze soort is voor het eerst voorgesteld als Spilomela jaguaralis door Achille Guenée in een publicatie uit 1854.

## Verspreiding
De soort komt voor in India, Bhutan, China, Indonesië (West-Papoea) en Australië.

## Waardplanten
De rups leeft op Acacia (Fabaceae) en Premna serratifolia (Lamiaceae).

## Ondersoorten
- Pycnarmon jaguaralis jaguaralis (Guenée, 1854)
- Pycnarmon jaguaralis papualis Munroe, 1958